# قدرة الموائع
قدرة الموائع (بالإنجليزية: Fluid power)‏ هو استخدام الموائع المضغوطة لتوليد القدرة والتحكم بها ونقلها. وتقسم قدرة الموائع إلى قسمين القسم الأول يستخدم الموائع الهيدرولية كالزيت المعدني أو الماء والآخر يستخدم الغازات مثل الهواء المضغوط ويدعى أنظمة الهوائيات.

## المبدأ العام

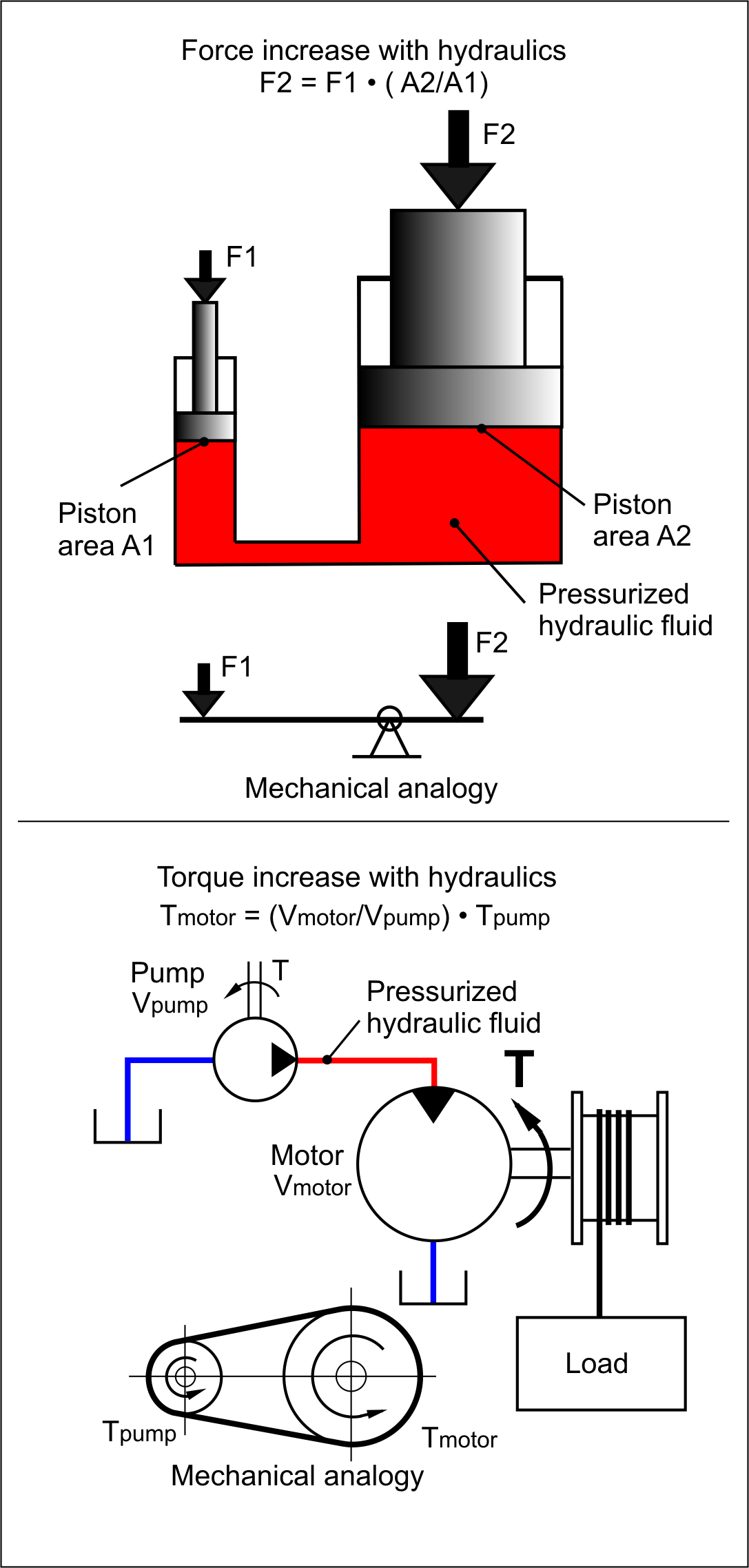

يتألف النظام المعتمد على طاقة السوائل من قسم توليد الضغط ويكون إما مضخة في أنظمة القيادة الهيدروليكية أو ضاغط في الأنظمة النيوماتيكية. وتكون المضخة/الضاغط على اتصال مع محرك كهربائي أو محرك احتراق داخلي. وبالتالي تتحول الطاقة الكهربائية إلى طاقة حركية في المضخة وتتحول بدورها إلى طاقة السوائل تتنقل مع السائل. تقوم طاقة السوائل بتحريك:
- إسطوانة هيدروليكية أو إسطوانة نيوماتيكية لتولد حركة خطية وبالتالي قوى خطية
- محرك هيدروليكي أو محرك نيوماتيكي مولداً حركة دورانية وبالتالي عزم على محور المحرك.[1]